# Кондер (Альборз)
Конде́р (перс. کندر‎) — село на севере Ирана, в остане Альборз. Входит в состав шахрестана Кередж. Является частью дехестана (сельского округа) Адеран бахша Асара.

## География
Село находится в юго-восточной части Альборза, в горной местности южной части Эльбурса, на расстоянии приблизительно 8 километров к востоку от Кереджа, административного центра провинции. Абсолютная высота — 1846 метров над уровнем моря.

## Население
По данным переписи 2006 года население села составляло 1498 человек (741 мужчина и 757 женщин). В Кондере насчитывалось 429 домохозяйств. Уровень грамотности населения составлял 75,3 %. Уровень грамотности среди мужчин составлял 80,3 %, среди женщин — 70,41 %.